# Atelognathus grandisonae
Atelognathus grandisonae е вид жаба от семейство Batrachylidae.

## Разпространение и местообитание
Видът е разпространен в Чили.
Обитава гористи местности, влажни места и езера.